# Fascellina subvirens
Fascellina subvirens är en fjärilsart som beskrevs av Eugen Wehrli 1936. Fascellina subvirens ingår i släktet Fascellina och familjen mätare. Inga underarter finns listade i Catalogue of Life.